# Tim Porter

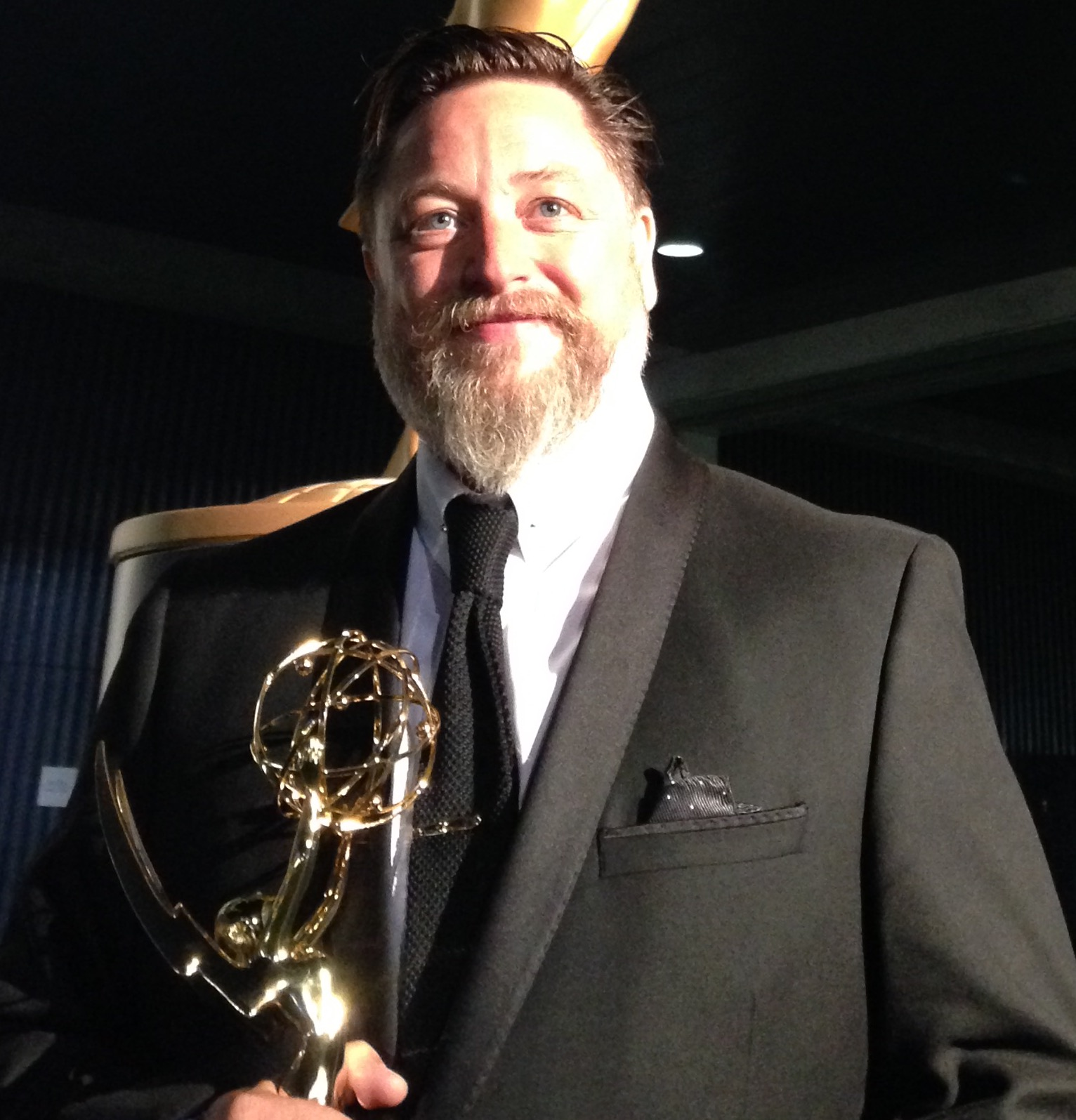
Tim Porter (2016)

Tim Porter (* Mai 1974) ist ein britischer Filmeditor.

## Leben
Der 1974 geborene Tim Porter begann seine Karriere Anfang der 2000er Jahre. Zunächst schnitt er vor allem Episoden britischer Fernsehserien wie Mile High, Shameless, Doctor Who und Broadchurch. Seine Arbeit an der Fernsehserie Game of Thrones brachte ihm 2016 und 2019 jeweils einen Emmy in der Kategorie Outstanding Single-Camera Picture Editing For A Drama Series ein. Bei dieser Serie arbeitete er auch erstmals mit Regisseur Miguel Sapochnik zusammen, mit dem er 2021 erneut für den Science-Fiction-Film Finch kollaborierte.
Porter ist Mitglied der American Cinema Editors.

## Filmografie (Auswahl)
- 2002–2003: Is Harry on the Boat? (Fernsehserie, 10 Episoden)
- 2003–2006: Dream Team (Fernsehserie, 4 Episoden)
- 2004–2005: Mile High (Fernsehserie, 11 Episoden)
- 2005–2006: Bad Girls (Fernsehserie, 6 Episoden)
- 2006: Footballers’ Wives (Fernsehserie, 2 Episoden)
- 2006: Dream Team 80’s (Fernsehserie, 3 Episoden)
- 2006–2009: Waterloo Road (Fernsehserie, 8 Episoden)
- 2007: Drop Dead Gorgeous (Fernsehserie, 2 Episoden)
- 2008: Rock Rivals (Fernsehserie, 5 Episoden)
- 2008: Britannia High (Fernsehserie, 1 Episode)
- 2009–2010: Shameless (Fernsehserie, 15 Episoden)
- 2011: Candy Cabs (Fernsehserie, 3 Episoden)
- 2011–2012: Doctor Who (Fernsehserie, 7 Episoden)
- 2012: Sherlock (Fernsehserie, Episode Der Reichenbachfall)
- 2012: Kommissar Wallander: Ein Mord im Herbst (Fernsehserie, 1 Episode)
- 2013: Mord auf Shetland (Shetland, Fernsehserie, 2 Episoden)
- 2013: Broadchurch (Fernsehserie, 3 Episoden)
- 2014: Die Musketiere (The Musketeers, Fernsehserie, 2 Episoden)
- 2014–2019: Game of Thrones (Fernsehserie, 13 Episoden)
- 2016: Travelers – Die Reisenden (Travelers, Fernsehserie, 1 Episode)
- 2017–2019: The Crown (Fernsehserie, 2 Episoden)
- 2018: Mars (Fernsehserie, 2 Episoden)
- 2021: Finch
- 2022: House of the Dragon (Fernsehserie, 6 Episoden)
- 2022: Andor (Fernsehserie, 3 Episoden)
- 2023: The Family Plan